# Manel
Manel är en musikgrupp från Barcelona (Katalonien i Spanien) som sjunger på katalanska. Deras musik blandar pop med folkrock. Gruppen bildades 2007 och har sedan debuten 2008 kommit med fem studioalbum. 2016 års Jo competeixo är producerad i USA och introducerade en mer elektronisk ljudbild, fortsatt via Per la bona gent tre år senare.
Manel var under 2010-talet den mest framgångsrika katalanska musikgruppen. 2023 lades dock verksamheten i malpåse, och året efter kom ledsångaren Guillem Gisberts första soloalbum Balla la masurca!.

## Karriär

### Bakgrund
Gruppmedlemmarna kommer alla från Barcelona-skolan Escola Costa i Llobera. De  fyra umgicks dock inte under skoltiden, på grund av deras olika ålder (Guillem Gisbert föddes 1981 och Martí Maymó fyra år senare). Roger Padilla och Arnau Vallvé är dock båda födda 1983, och de två var en tid medlemmar i en musikensemble i skolan. Via syskon och gemensamma vänner blev de fyra så småningom bekanta, och 2007 bestämde de sig för att dra igång en popgrupp ihop.
2007 deltog den färska gruppen Manel i Figueres-festivalen Sona 9:s nybörjartävling. Man nådde finalen och vann till slut ungdomspriset; prispengarna användes därefter till att bekosta inspelningen av gruppens första album. Namnet "Manel" fastställdes kort före Sona 9-tävlingen, och enligt gruppmedlemmarna har den ingen särskild betydelse.

### Els millors professors europeus
Året efter kom debutalbumet ut, under titeln Els millors professors europeus ('De bästa europeiska lärarna'). Albumtiteln togs där från en versrad i låten "Pla quinquennal". Albumet, som spelades in vid Estudis Nòmada 57 mellan juni och oktober 2007, gavs ut av Barcelona-baserade skivbolaget Discmedi.
I tidningen Enderrocks årliga musikgala belönades albumet som årets bästa poprockalbum, och även flera riksspanska tidningar listade albumet bland årets bästa spanska albumutgåvor. Bland annat uppmärksammades det innovativa användandet av ukulele på låtar som "Ai, Dolors" och "Al mar!". Manel omnämndes samtidigt som en av årets katalanska nykomlingar hos Vilaweb. Gruppen väckte också uppmärksamhet på den katalanskspråkiga indiepopscenen genom en flitig användning av Internet och sociala miljöer som marknadsförare. Musikvideon till låten "Dona estrangera" ('Främmande kvinna'), regisserad av Sergi Pérez Mañas, vann pris som årets musikvideo på festivalen Cinemad.

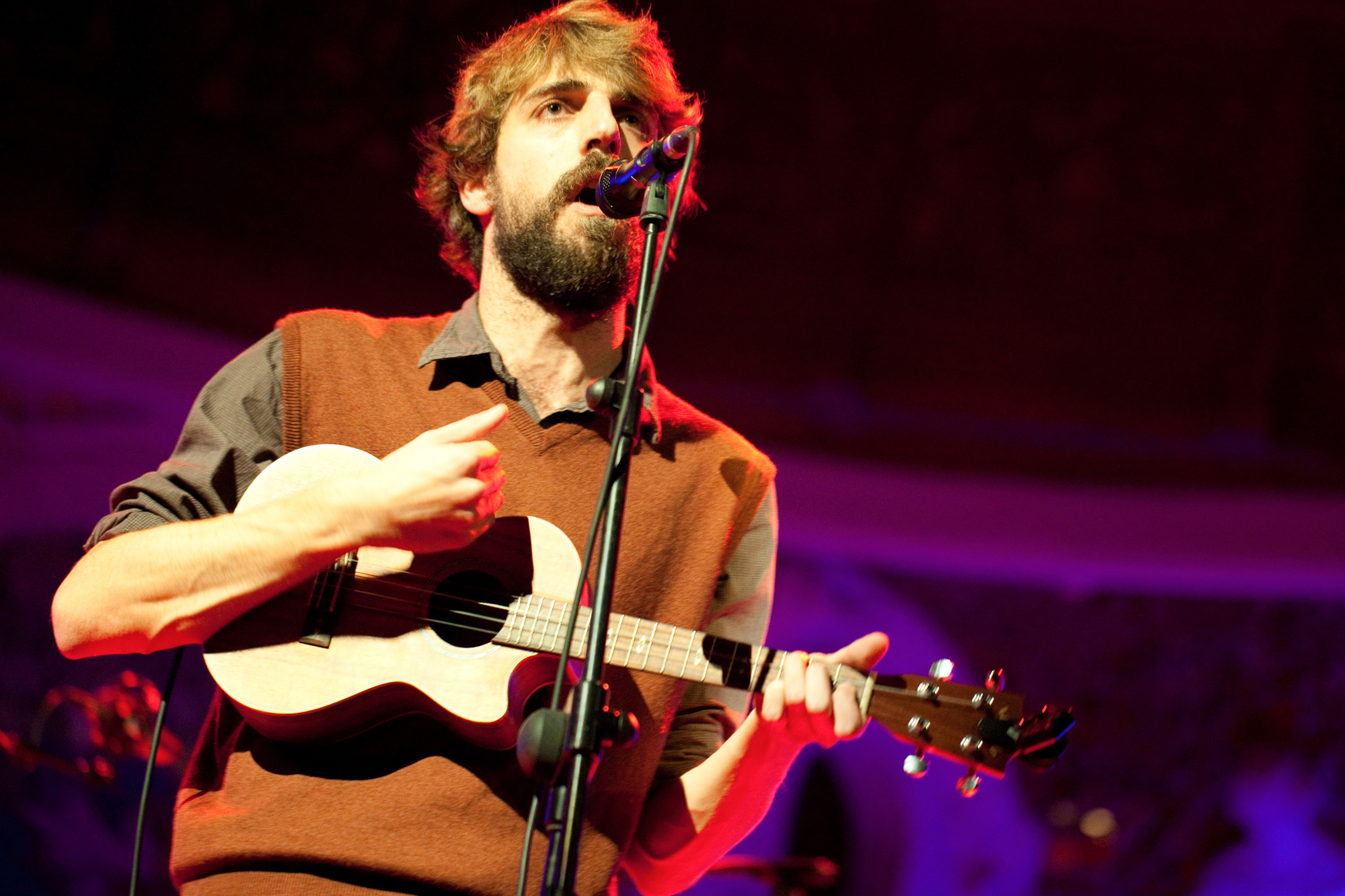
Manels tidiga år präglades av en folkpop-känsla, ofta med Guillem Gisbert på ukulele.

2009 spelade gruppen in låten "El caganer", ihop med de katalanska artisterna Albert Pla, Joan Miquel Oliver (från Antònia Font), Gerard Quintana (från Sopa de Cabra), Quimi Portet och duon Estopa. Den var del i den katalanska samproduktionen Cançons prenadal ('Sånger före jul'). Fram till september 2010 hade albumet sålt mer än 30 000 exemplar, vilket motsvarade spansk guldskiva. Senare nådde försäljningen över platinagränsen på 40 000 exemplar.

### 10 milles per veure una bona armadura
Manels andra album – 10 milles per veure una bona armadura ('Tiotusen för en bra rustning') kom ut i mars 2011. Albumtiteln är en referens till en replik från Kenneth Branaghs rollfigur i filmen Mycket väsen för ingenting.
Albumet föregicks under februari månad av två singelsläpp med titlarna "Aniversari" ('Födelsedag') och "Boomerang").  Inom tio dagar efter utgivningen hade det – som första musikalbum med katalansk text – blivit hela Spaniens bästsäljande album, och den behöll toppositionen under två veckors tid. Totalt nådde albumet en försäljning på 50 000 exemplar.

### Atletes, baixin de l'escenari
Gruppens tredje album 2013 bar titeln efter en känd kommentatorsröst – Constantino Romero –  från 1992 års olympiska spel i Barcelona. Han uttalade frasen "Atletes, baixin de l'escenari" ('Idrottare, gå ner från scenen'), i samband med en allmän "invasion" av gräsmattan på olympiastadion under den sista dagens avslutningsceremoni. Bland albumets 13 spår syftar inledningslåten "Ai, Yoko" på John Lennons egen "Oh, Yoko".
Mars 2013 släpptes den första singeln till albumet, "Teresa Rampell". Bandets efterföljande konsertturné inleddes på festivalen Privamera Sound i början på juni och tog dem vidare runt i Katalonien, övriga Spanien samt till enstaka spelningar i Schweiz, Tyskland, England och USA (New York).

### Jo competeixo
8 april 2016 utgavs gruppens fjärde album – Jo competeixo ('jag tävlar') – en mer elektroniskt klingande produktion där gruppen "återuppfann" sitt gruppsound. Redan en månad tidigare presenterades ett utdrag ur albumet via olika sociala medier, genom låten "Sabotatge" ('sabotage'). Denna singel var, liksom de övriga melodierna på fullängdsskivan, producerad i USA av Jake Aron. Albumet toppade ånyo – för tredje gången på rad – den spanska albumlistan.
Den mer avancerade produktionen på skivan innebar ett avsteg, jämfört med gruppens tidigare album och dessas mer avskalade och "intima" ljudbild. Videon till låten visar ett antal människor och deras ofta sexuella beteenden, och hur saker och ting kommer och "saboterar" deras verksamhet. Även övriga låtar på albumet präglades av en ny, mer elektronisk ljudbild och en del referenser till latinamerikansk och afrikansk musik.
Under 2016 åkte Manel också ut på turné. En mängd orter i Katalonien och det katalansktalande östra Spanien besöktes, men man gjorde också enstaka spelningar i både Madrid och Porto.

### Per la bona gent
I oktober 2019 släpptes Manels femte album – Per la bona gent ('För det goda/fina folket'), som stilistiskt och innehållsmässigt var menad som en direkt fortsättning på föregående album. Som en försmak på albumet presenterades i början av september titellåten "Per la bona gent", där man kombinerar pop, rap och elektronmusik med en vers ur Maria del Mar Bonets flamenco-inspirerade sång "Alenar" från 1977. I den versen sjunger del Mar Bonet om dörrarna i hennes hus, där "en står öppen för dig" och "en annan för det fina folket". I den ackompanjerande musikvideon (regisserad av Lluís Sellarés och inspelad i och runt Lleida) syns gruppmedlemmarna umgås med eller passa upp på ytligt sett glada och lyckliga människor. Denna video fortsätter därmed trenden från gruppens hitlåt 2016 – "Sabotatge" – via en tvetydig och delvis provokativ video med både tydliga och svårtolkade budskap. I pressmeddelandet menar Manel att det här handlar om en fundering om gränsen mellan gott och ont.
Några veckor senare släpptes den andra singeln "Boy Band", en dansant och ironisk låt (delvis inspirerad av Talking Heads) där gruppen presenterar sig själva som ett pojkband. När albumet väl presenterades var det en mycket varierad och medvetet okonventionell blandning av elektronisk pop, musikreferenser från olika håll, en avslutningslåt med sång av trubadurveteranen Jaume Sisa och milt provokativa låttexter.
I november inledde gruppen en konsertturné runt i Katalonien och utvalda platser i övriga Spanien. Själva albumet, som liksom 2016 års Jo competeixo produceras av den New York-baserade producenten Jake Aron, släpptes 4 oktober och hördes sedan på scen 23 november i samband med en konsert i Tarraco Arena i Tarragona. Det gavs ut på gruppens eget, nystartade skivbolag Ceràmiques Guzmán, på CD och LP samt har gjorts tillgänglig via diverse digitala musikkanaler; runt midnatt natten till 4 oktober lades hela albumet dessutom ut som strömmande musik på Youtube.

### 2020-talet
Efter ett år vid sidan av musikscenen (efter mars 2020 avbröts nästan all turnéverksamhet på grund av den rådande coronapandemin), återkom Manel i mars 2021 med singeln "L'amant malalta" ('Den sjuka älskaren'). Den ackompanjerades av en musikvideo med oroande scener och apokalyptiska stadsmiljöer, påminnande om de faktiska nedstängningar och utegångsförbud som Katalonien drabbats av.
Därefter har det varit relativt tyst kring gruppen, utöver återkommande konsertturnéer. I mars 2023 meddelades att gruppens verksamhet lagts i malpåse och huvudsångaren Guillem Gisbert planerade egna soloprojekt. Hösten 2023 bekräftade Gisbert att gruppen ingalunda är upplöst. I mars 2024 släppte han sin solodebut Balla la masurca!.

## Stil och framgångar
Enligt vissa kritiker har gruppen stilelement gemensamma med andra katalanska/katalanskspråkiga musiker och grupper som Jaume Sisa, Pau Riba och Antònia Font, medan internationella jämförelser gjorts med bland andra Beirut och Sufjan Stevens.  På senare år har gruppens album blivit mer elektrifierade, med inblandning av både rap och elektronmusik, och både 2016 och 2019 års album producerades i New York. Utvecklingen kunde börja märkas redan på 2013 års Atletes /…/, som introducerade ett mer elektriskt sound och därmed offrade en del av gruppens tidigare folkpop-karaktär. Guillem Gisberts låttexter är ofta både ironiska och svårtolkade.
Sedan sin debut har Manel nått en position som den mest framgångsrika och lyssnade katalanskspråkiga musikgruppen, i konkurrens med grupper som Els Catarres, Txarango och Blaumut. Flera av Manels album har nått guld- eller platinastatus i Spanien.

## Medlemmar
Gruppen har sedan starten bestått av följande fyra medlemmar:

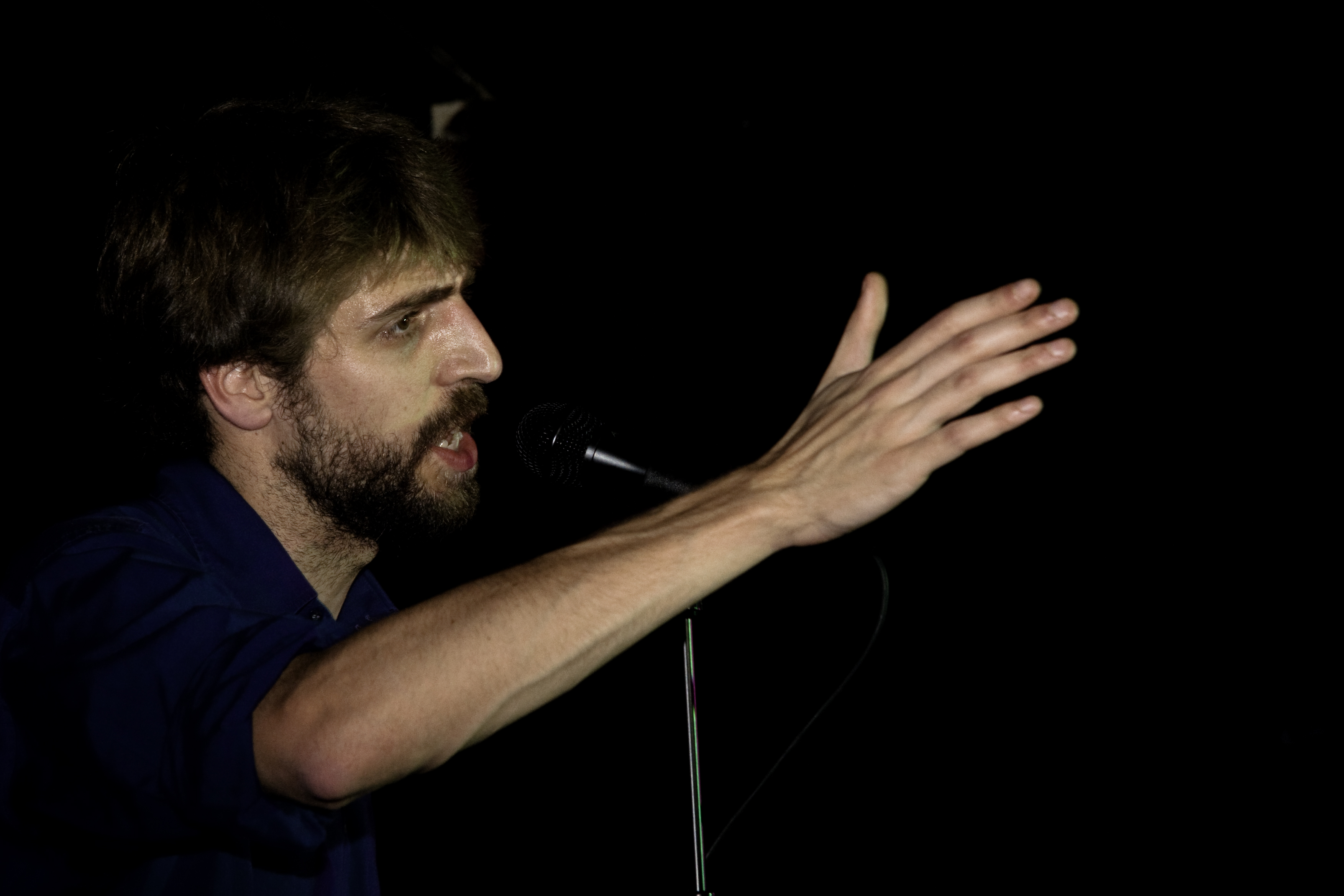
Guillem Gisbert 2009 (sång, gitarr och ukulele)
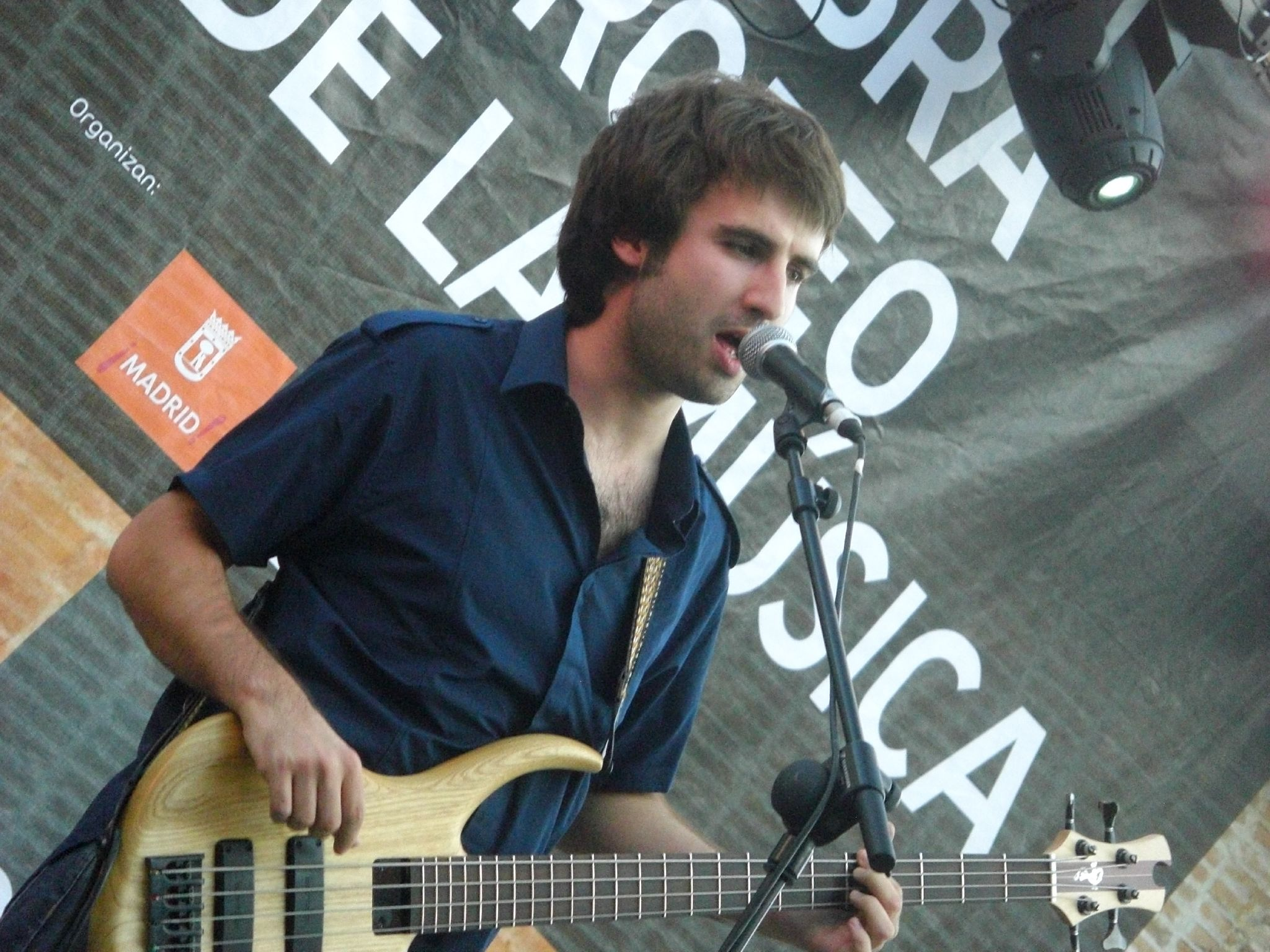
Martí Maymó 2009 (bas, klarinett och sång)
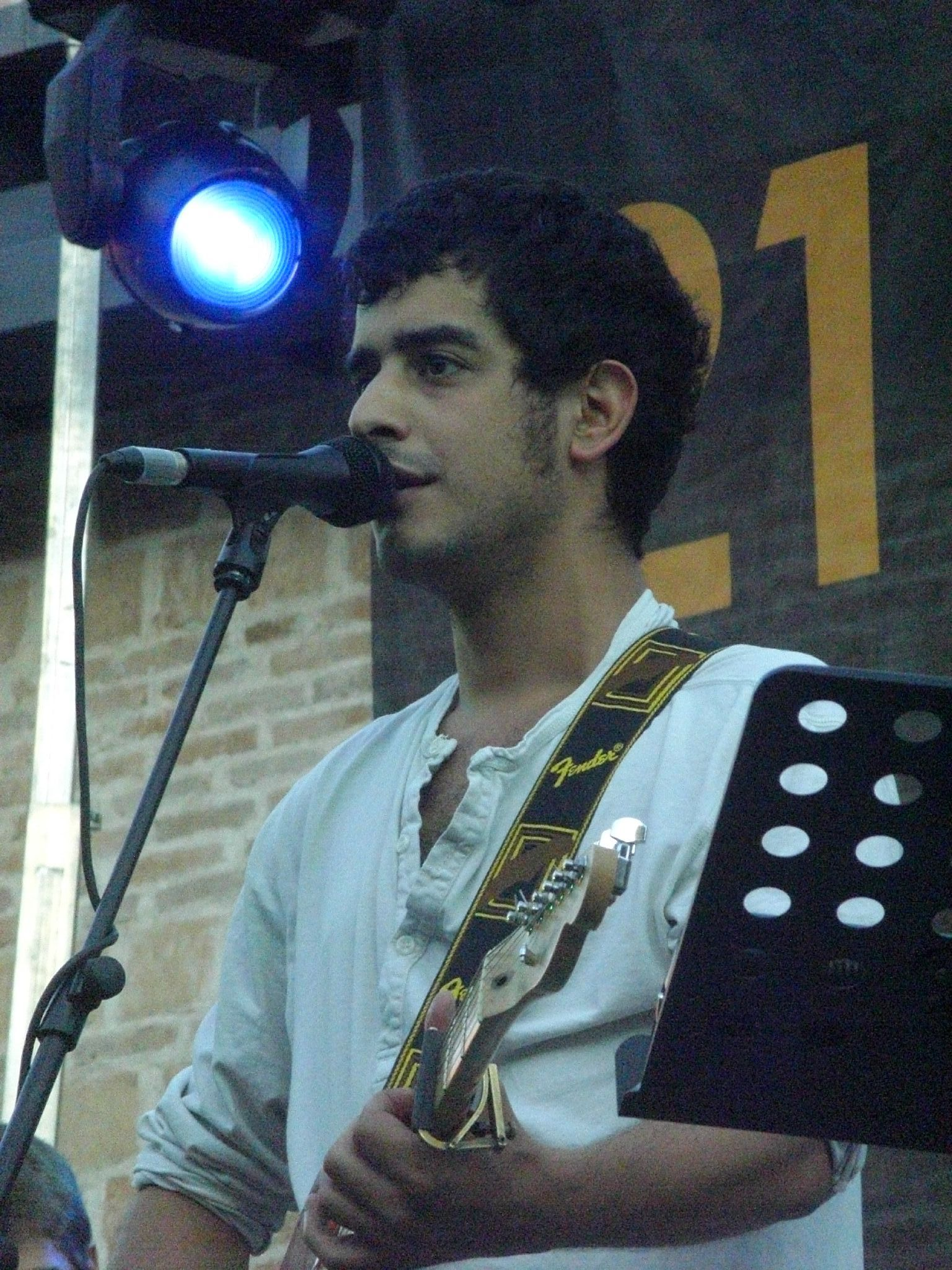
Roger Padilla 2009 (gitarr och sång)
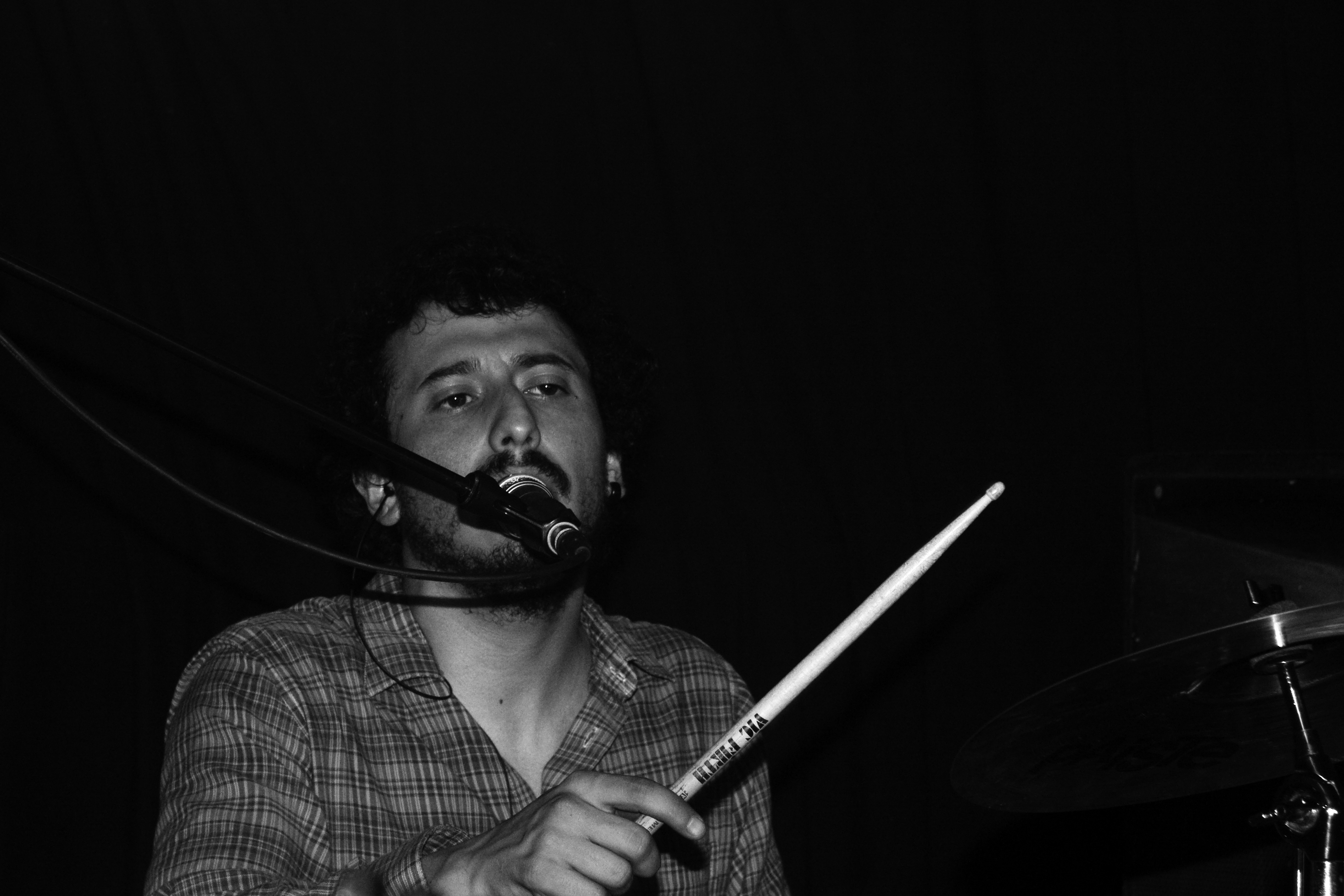
Arnau Vallvé (trummor och sång)

## Diskografi

### Album
1. "En la que el Bernat se't troba" ('där du finner Bernat')
2. "Avís per a navegants" ('varning för sjöfarare')
3. "Ai, Dolors" ('aj, Dolors' / 'aj, smärta')
4. "Pla quinquennal" ('femårsplan')
5. "Roma" ('rom')
6. "Captatio benevolentiae" ('välvillig fångst')
7. "Nit freda per ser abril" ('kall natt för att vara april')
8. "Al mar!" ('till havet!')
9. "Els guapos són els raros" ('de snygga är de ovanliga')
10. "Dona estrangera" ('främmande kvinna')
11. "Ceràmiques Guzmán" ('Guzmánkeramik')
12. "Corrandes de la parella estable"

1. "Benvolgut" ('välkommen')
2. "La cançó del soldadet" ('soldatens sång')
3. "El gran salt" ('det stora språnget')
4. "Boomerang"
5. "La bola de cristall" ('kristallkulan')
6. "Aniversari" ('födelsedag')
7. "Flor groga" ('gul blomma')
8. "Criticarem les noves modes de pentinats" ('vi får klaga på det nya hårmodet')
9. "El Miquel i l'Olga tornen" ('Miquel och Olga vänder om')
10. "Deixa-la, Toni, deixa-la" ('låt bli den, Toni, låt bli den')

1. "Ai, Yoko"
2. "Vés bruixot!" ('gå, trollkarl')
3. "Ja era fort" ('det var redan starkt')
4. "Banda de rock" ('rockband')
5. "Deixar-te un dia" ('tillåt dig en dag')
6. "Mort d'un heroi romàntic" ('en romantisk hjältes död')
7. "Imagina't un nen" ('föreställ dig en pojke')
8. "Teresa Rampell"
9. "A veure què en fem" ('att se vad vi gör av den')
10. "Desapareixíem lentament" ('låt oss sakta försvinna')
11. "Quin dia feia, amics…" ('en sån dag, grabbar…')
12. "Fes-me petons" ('kyss mig')
13. "Un directiu em va acomiadar"

1. "Les cosines" ('kusinerna')
2. "Cançó del dubte" ('tvivlets sång')
3. "Arriba l'alba a Sant Petersburg" ('anländer en morgon till Sankt Petersburg')
4. "La serotonina" ('serotonin')
5. "Temptacions de Collserola" ('Collserolas frestelser')
6. "M'hi vaig llançar" ('jag kastade mig iväg')
7. "L'espectre de Maria Antonieta" ('Marie-Antoinettes spöke')
8. "BBVA"
9. "Sabotatge" ('sabotage')
10. "Avança, vianant" ('tar sig framåt, gående')
11. "Jo competeixo"

1. "Canvi de paradigma" ('paradigmskifte')
2. "Per la bona gent" ('för det fina folket')
3. "Formigues" ('myror')
4. "Aquí tens el meu braç" ('här håller du i min arm)
5. "L'Adela i el marge" ('Adela och marginalen')
6. "Els entusiasmats" ('de entusiasmerade')
7. "Amb un ram de clamídies" ('med en bukett av klamydia')
8. "Les restes" ('resterna')
9. "Tubs de ventilació" ('ventilationstrummor')
10. "Boy Band" ('pojkband')
11. "Les estrelles" ('stjärnorna')
12. "El vell músic" (feat. Sisa; 'den gamla musiken')

### Specialutgåvor
- Un camell d'Orient ('En kamel från orienten', 2010), CD-singel med bok
- El 25 de gener ('25 januari', 2011), CD-singel med bok

### Guillem Gisbert
- Balla la masurca! (2024, Ceràmiques Guzmán[41])